# Яринич Ганна
Ганна Яринич (позивний: «Нюся»; 7 червня 1929 — 14 лютого 2019 с. Мальчиці, Львівська область, Україна) — зв'язкова УПА.

## Життєпис
За часів визвольної боротьби була зв'язковою УПА. Діяла в селі Страдч Яворівського району.
В 16 років познайомилася з Романом Шухевичем. Він називав її Нюсею і намалював портрет Яринич.
|                                              | Бабуся була дуже скритна, тому їй вдалось уникнути переслідувань і знущань в роки, коли розправлялися з такими, як вона. Навіть нам не говорила, що мала відношення до УПА. Лише в якийсь момент брату натякнула, це було у 2007 році. Сказала, що в лісі у Страдчі є закопаний архів, який наче члени УПА при ній ховали. Брат взяв металошукач і справді його віднайшов. Тоді ми дізналися, ким є наша бабуся, яка все життя пропрацювала кухарем. Зараз всі документи передані до музею. Бабуся Ганя розповідала потім, що носила пошту у ліс упівцям, варила їм їсти. Як було їй 16 років, познайомилася з Шухевичем. Він вірив їй і покладався на неї. |
| — розповідає Галина Васьків, онука покійної. | |

## Обставини загибелі
Померла вночі на операційному столі, оскільки за деякий час перед смертю травмувалася. Похорон відбувся 15 лютого 2019 року о 13:00 в с. Мальчиці на Яворівщині (поблизу Мшани).